# Kolektor wylotowy
Kolektor wylotowy (k. wydechowy) – zespół przewodów odprowadzających spaliny z cylindrów silnika spalinowego do rury wydechowej.
Kolektor składa się z przewodów wylotowych poszczególnych cylindrów, połączonych z przewodem zbiorczym o odpowiednio większej średnicy. Zakończony jest kołnierzem do połączenia z rurą wylotową, prowadzącą w silnikach o zapłonie iskrowym do reaktora katalitycznego, a dalej do tłumików wylotu.
W starszych konstrukcjach kolektory wylotowe były wykonywane z żeliwa, odznaczającego się dobrą zdolnością tłumienia dźwięków, odpornością na wysokie temperatury i na korozję, oraz umiarkowaną rozszerzalność cieplną.
Kolektor wylotowy powinien stawiać małe opory przepływu, umożliwiające dokładne opróżnienie cylindrów ze spalin.

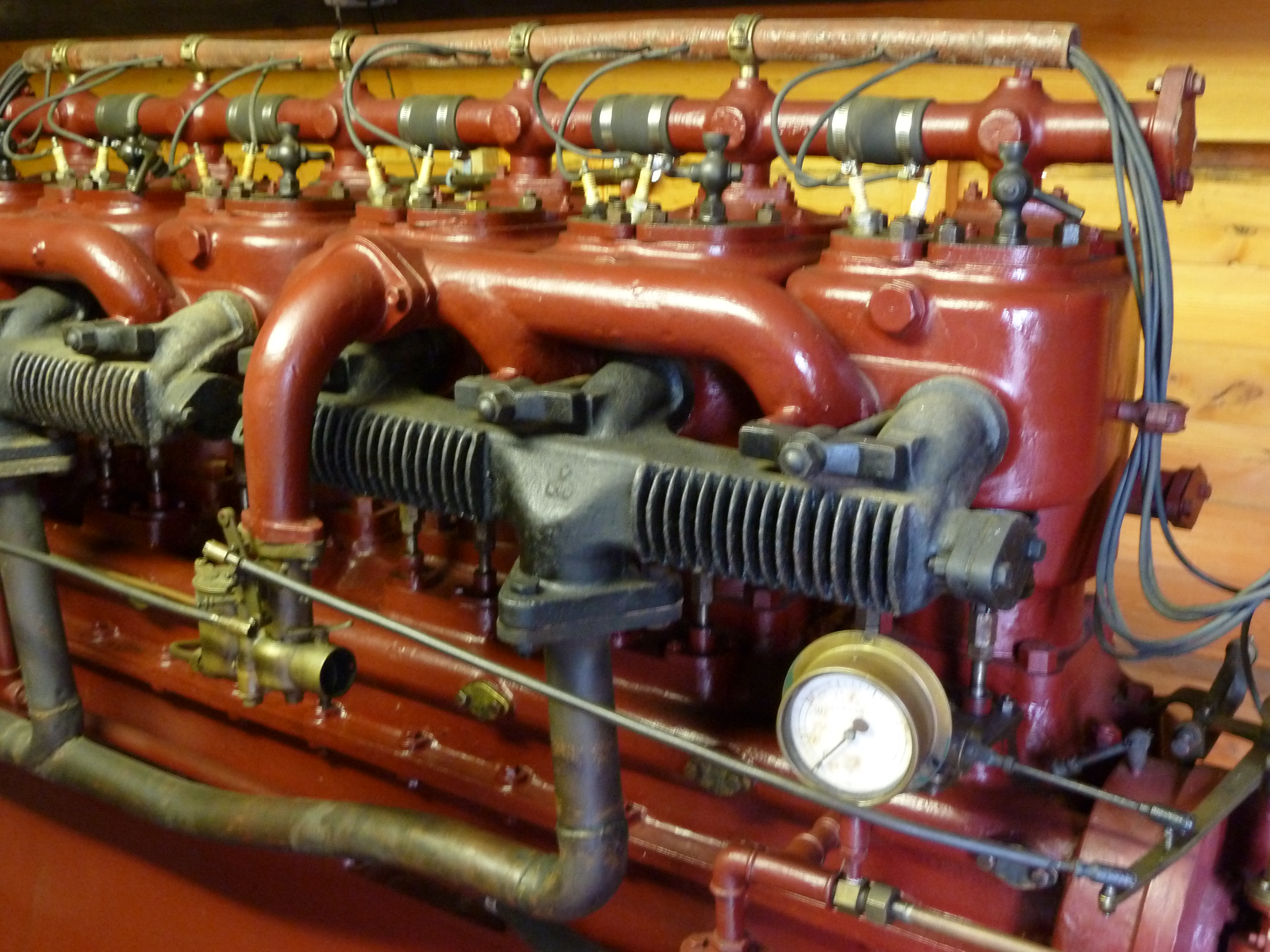
Kolektor wylotowy (z żebrowaniem) 6 cylindrowego silnika o pojemności 17 litrów z 1925 roku
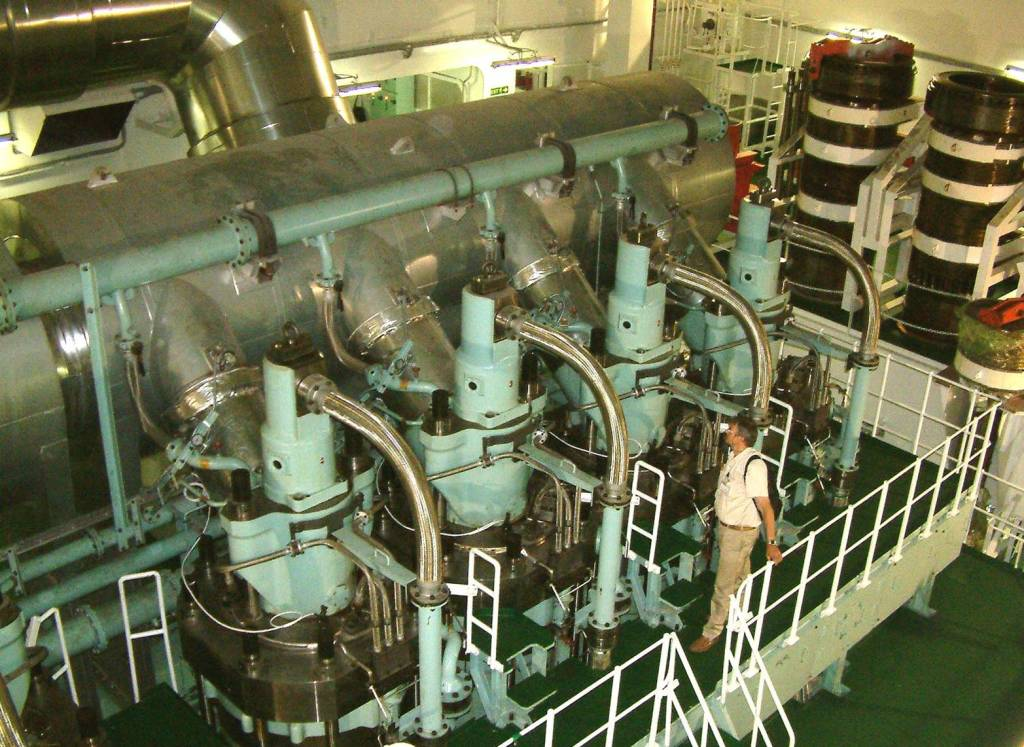
Kolektor wydechowy (w kolorze aluminium) na dużym statku.
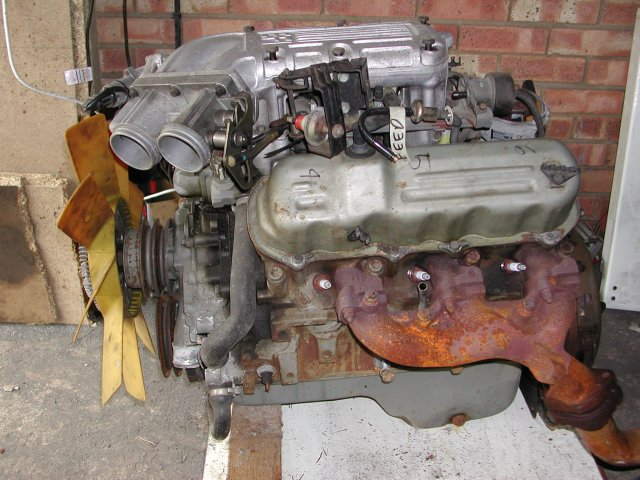
Kolektor wydechowy (zardzewiały) od trzech cylindrów silnika samochodowego Ford Cologne.